# Zvegor Saddle
Der Zvegor Saddle (bulgarisch Звегорска седловина Swegorska sedlowina) ist ein 2500 m hoher und vereister Bergsattel im Probuda Ridge der nordzentralen Sentinel Range des Ellsworthgebirges im westantarktischen Ellsworthland. Er liegt 0,84 km nördlich des Eyer Peak, 5,19 km nordöstlich des Mount Anderson, 4,31 km östlich bis nördlich des Mount Bentley, 3,66 km südsüdwestlich des Mount Press sowie 6,5 km südsüdwestlich des Mount Todd und ist Teil der Wasserscheide zwischen dem Embree- und dem Ellen-Gletscher.
US-amerikanische Wissenschaftler kartierten ihn 1961 und 1988. Die bulgarische Kommission für Antarktische Geographische Namen benannte ihn 2010 nach der Ortschaft Swegor im Nordosten Bulgariens.